# Duke Nukem
『Duke Nukem』（デューク ニュッケム、デューク ニューケム）は、3D Realms社（英語版:3D Realms）が開発した縦横スクロールのシューティングゲームであり、このゲームの主人公の名前（英語版：Duke Nukem）でもある。

## 概要
1991年に初代『Duke Nukem』（英語版:Duke Nukem (1991 video game)）がパソコン（PC/AT互換機向け）にて登場し、1993年に2作目の『Duke Nukem II』（英語版:Duke Nukem II）が発売された。何れも2Dの縦横スクロールのシューティングゲーム。シリーズ3作目に当たる『Duke Nukem 3D』（英語版:Duke Nukem 3D）ではFPSで登場しピストルやショットガンなどで豚や蛸のようなエイリアンを相手に戦う。後に4番目のエピソードを追加した『Atomic Edition』が発売された。なお、『Duke Nukem mobile3D』（英語版:Duke Nukem Mobile）日本語版は2007年よりEZアプリ向けに配信されている（2011年現在） 。海外ではプレイステーション、セガサターン、にて『デューク ニューケム トータル メルトダウン』と言うタイトルで移植されており、iPhone版も出ている、日本国内でも、プレイステーション版のみが1999年に、キングレコードより発売されている。2002年5月21日には3Dの横スクロールシューティングゲームとして、Sunstorm Interactive社（英語版:Sunstorm Interactive）により、『Duke Nukem: Manhattan Project』がMicrosoft Windowsにて発売され、2010年6月23日に3D Realms社が直接、Xbox Live Arcadeアーケードゲームにて送信をリリース予定していた。なお、日本では2013年10月4日より配信。日本のみレイティングがZ指定のため体験版はなし。
また海外版ではスピンオフや外伝的な作品があり、NINTENDO 64では1997年にオリジナル版を家庭用向けにアレンジ移植した内容の『デューク ニューケム64』が発売され、2002年にはゲームボーイアドバンスで外伝的作品『デューク ニューケム アドバンス』が発売されている。1998年10月15日に海外版のプレイステーションにて発売された『Duke Nukem: Time to Kill』と2000年に発売された、その続編内容の『Duke Nukem: Land of the Babes』と1999年にNINTENDO64で発売された『Duke Nukem: Zero Hour』では、TPSタイプのアクションシューティングゲームになっている。

## 『デューク ニューケム フォーエバー』の開発の歴史
1997年4月に3D Realms社から、『デューク ニューケム フォーエバー』が発表され、翌年1998年に発売予定とされていた。当初はQuake2エンジン、途中からUnrealエンジンに転換したが、一向に開発が進まずに開発中止・再開を繰り返してしまう。
あまりにも発売する兆しを見せないために、ファンからは略称「DNF」が「Do Not Finish」と呼ばれ、毎年『WIRED』誌にて行われる、なかなか発売されないソフトウェアを表彰する「ベーパーウェア賞」で2000年から2002年まで連続で入賞、2003年からは「特別功労賞」を受賞してしまう。
2008年1月19日、3D Realms社の公式サイトにて『デューク ニューケム フォーエバー』の最新トレイラーが公開、順調に開発が進んでいると思われた矢先に2009年5月6日（北米時間）、資金繰りの悪化により3D Realms社は突如閉鎖。同日中に社員全員が解雇された。
これにより『デューク ニューケム フォーエバー』は暗礁に乗り上げたと思われたが、2010年9月3日（北米時間）、Gearbox Software（英語版:Gearbox Software）がこのゲームを制作し、2K Gamesによって発売すると発表。そして2011年6月にヨーロッパ、オーストラリア、アメリカで発売され、日本国内では2012年3月に発売された。プラットフォームはMicrosoft Windows、プレイステーション3、Xbox 360、OS X。

## その他
なお、『デューク ニューケム』のカナ表記に関しては『デューク ニューケム3D』（PC版、日本語マニュアル付、P&Aから発売）では、「デューク ニュッケム」、プレイステーション版『デューク ニューケム フォーエバー』の日本語版では、「デューク ニューケム」と表記が揺れている。「ニュッカム」と表記されることもある。